# Louisea edeaensis
Louisea edeaensis là một loài cua trong họ Potamonautidae.
Chúng là loài đặc hữu của Cameroon.